# NGC 7449
إن جي سي 7449 التي يرمز لها بالرمز NGC 7449، هي مجرة، في كوكبة المرأة المسلسلة.

## الاكتشاف
اكتشفت في 23 أكتوبر 1878، بواسطة إدوارد ستيفان.